# Campionato europeo Superstock 1000 1999
Il campionato europeo Superstock 1000 del 1999 è l'edizione inaugurale del campionato Europeo della categoria Superstock 1000.
Il campionato è stato vinto dal britannico Karl Harris in sella ad una Suzuki GSX 750 R del team GR Motosport. Alle spalle di Harris si piazzano lo spagnolo Daniel Oliver su Aprilia, staccato di 38 punti dal britannico, e l'italiano Dario Tosolini su Yamaha, giunto a 103 punti in classifica.
In questa prima edizione il campionato è aperto a piloti di età compresa tra 16 e 24 anni, piloti più anziani hanno comunque potuto gareggiare, ma senza ottenere punti validi per la classifica. In calendario e in classifica piloti, sono presi in considerazione solo i piloti eleggibili per i punti.
Tra i costruttori prevale Suzuki, che ottiene cinque successi in nove eventi. Tre successi consecutivi per Aprilia, una vittoria per Kawasaki in Austria con il pilota locale Martin Bauer.

## Calendario
| Nº | Data         | Gran Premio | Circuito     | Pole Position | Vincitore gara | Leader del campionato | Resoconto |
| -- | ------------ | ----------- | ------------ | ------------- | -------------- | --------------------- | --------- |
| 1  | 2 maggio     | Regno Unito | Donington    | Karl Harris   | Karl Harris    | Karl Harris           | Resoconto |
| 2  | 16 maggio    | Spagna      | Albacete     | Daniel Oliver | Daniel Oliver  | Karl Harris           | Resoconto |
| 3  | 30 maggio    | Italia      | Monza        | Daniel Oliver | Daniel Oliver  | Daniel Oliver         | Resoconto |
| 4  | 13 giugno    | Germania    | Nürburgring  | Karl Harris   | Daniel Oliver  | Daniel Oliver         | Resoconto |
| 5  | 27 giugno    | San Marino  | Misano       | Karl Harris   | Karl Harris    | Daniel Oliver         | Resoconto |
| 6  | 1º agosto    | Europa      | Brands Hatch | Karl Harris   | Karl Harris    | Daniel Oliver         | Resoconto |
| 7  | 29 agosto    | Austria     | A1-Ring      | Martin Bauer  | Martin Bauer   | Karl Harris           | Resoconto |
| 8  | 5 settembre  | Paesi Bassi | Assen        | Karl Harris   | Karl Harris    | Karl Harris           | Resoconto |
| 9  | 12 settembre | Germania    | Hockenheim   | Karl Harris   | Karl Harris    | Karl Harris           | Resoconto |

## Classifica

### Classifica Piloti
Fonte:
| Pos. | Pilota              | Moto     |     |     |     |     |     |     |     |     |     | P.ti |
| ---- | ------------------- | -------- | --- | --- | --- | --- | --- | --- | --- | --- | --- | ---- |
| 1    | Karl Harris         | Suzuki   | 1   | Rit | Rit | 2   | 1   | 1   | 4   | 1   | 1   | 195  |
| 2    | Daniel Oliver       | Aprilia  |     | 1   | 1   | 1   | 2   | 3   | 13  | 2   | Rit | 157  |
| 3    | Dario Tosolini      | Yamaha   | 7   | 2   | 4   | 4   | 5   | 13  | 11  | 4   | 3   | 103  |
| 4    | Marc Fissette       | Suzuki   | 2   | Rit | 2   | NP  | 8   | 4   | 3   | Rit | SQ  | 80   |
| 5    | Paul Notman         | Yamaha   | 4   | 5   | 3   | 3   | 9   | 5   | 12  | Rit | NP  | 78   |
| 6    | Dominique Duchene   | Kawasaki |     | 3   | 8   | 6   | 11  | 8   |     | NP  | 4   | 60   |
| 7    | Fabrizio Pellizzon  | Aprilia  |     |     | 5   |     | 4   |     | 6   |     | 2   | 56   |
| 8    | Stéphane Jond       | Suzuki   |     | 9   |     | 9   | 15  | 7   | 2   | 7   | SQ  | 53   |
| 9    | Steve Brogan        | Yamaha   |     |     |     |     |     | 2   |     | 3   | 5   | 48   |
| 10   | James Ellison       | Honda    | 5   | 4   | 10  | 10  | 13  | 11  |     |     |     | 44   |
| 11   | Frédéric Jond       | Suzuki   |     | Rit |     | 8   | 6   | 6   | 15  | 9   | 8   | 44   |
| 12   | Steven Casaer       | Suzuki   |     |     | 13  | 7   |     |     | 5   | 8   | 6   | 41   |
| 13   | Martin Bauer        | Kawasaki |     |     |     |     |     |     | 1   |     |     | 30   |
| 14   | Raffaello Fabbroni  | Honda    | Rit | 6   | 9   | 11  | 10  | 14  | 17  | Rit | Rit | 30   |
| 15   | Katja Poensgen      | Suzuki   |     | Rit | 14  | 5   |     | Rit | 18  | 10  | 7   | 28   |
| 16   | Israel Sánchez      | Yamaha   | Rit | 7   | 11  | 12  | 7   |     |     |     |     | 28   |
| 17   | Massimo Temporali   | Honda    |     |     | 7   |     | 3   |     |     |     |     | 25   |
| 18   | Niklas Carlberg     | Suzuki   | 8   | 10  | 15  | 13  | Rit | 16  | Rit | 15  | 11  | 24   |
| 19   | Kelvin Reilly       | Yamaha   | Rit |     |     |     |     | 10  | 7   | 11  |     | 20   |
| 20   | Jamie Morley        | Suzuki   | 3   |     |     |     |     |     |     |     |     | 19   |
| 21   | Koen Vleugels       | Yamaha   |     |     |     |     |     |     | 9   | 12  | 10  | 17   |
| 22   | José Maria Bordoy   | Yamaha   |     |     |     |     |     | 15  | 14  | 13  | 9   | 13   |
| 23   | David Johnson       | Honda    |     |     |     |     |     |     |     | 5   | Rit | 11   |
| 24   | Raimund Jetschko    | Honda    |     |     |     |     |     |     | 8   |     |     | 11   |
| 25   | Gary Byrne          | Yamaha   | 6   |     |     |     |     |     |     |     |     | 10   |
| 26   | Filippo Chiarelli   | Yamaha   |     |     | 6   |     |     | Rit |     |     |     | 10   |
| 27   | Björn Steinmetz     | Yamaha   |     |     |     |     |     |     |     | 6   |     | 10   |
| 28   | Raúl Loscos         | Yamaha   |     | 8   |     |     |     |     |     |     |     | 8    |
| 29   | Andy Notman         | Aprilia  |     |     |     |     |     | 9   | 16  | Rit | NP  | 7    |
| 30   | Olivier Four        | Suzuki   |     |     |     |     |     |     | 10  |     |     | 6    |
| 31   | Alessandro Bonecchi | Yamaha   |     |     | 12  |     |     |     |     |     |     | 4    |
| 32   | Simone Suzzi        | Aprilia  |     |     |     |     | 12  |     |     |     |     | 4    |
| 33   | Luke Quigley        | Suzuki   |     |     |     |     |     | 12  |     |     |     | 4    |
| 34   | Andreas Göbel       | Honda    |     |     |     |     |     |     |     |     | 12  | 4    |
| 35   | Benny Jerzenbeck    | Suzuki   |     |     |     | Rit |     |     |     |     |     | 3    |
| 36   | Barry Veneman       | Honda    |     |     |     |     | 14  | NP  |     | SQ  |     | 2    |
| 37   | Michel van Kleef    | Suzuki   |     |     |     |     |     |     |     | 14  |     | 2    |
| Pos. | Pilota              | Moto     |     |     |     |     |     |     |     |     |     | P.ti |

| Legenda | 1º posto        | 2º posto            | 3º posto           | A punti      | Senza punti        | Grassetto – Pole position Corsivo – Giro più veloce |
| Legenda | Gara non valida | Non qual./Non part. | Ritirato/Non class | Squalificato | '-' Dato non disp. | Grassetto – Pole position Corsivo – Giro più veloce |

### Sistema di punteggio
| Pos.  | 1  | 2  | 3  | 4  | 5  | 6  | 7 | 8 | 9 | 10 | 11 | 12 | 13 | 14 | 15 | 16> |
| Punti | 25 | 20 | 16 | 13 | 11 | 10 | 9 | 8 | 7 | 6  | 5  | 4  | 3  | 2  | 1  | 0   |

In questa stagione vengono inoltre assegnati punti ai piloti che ottengono i tre migliori tempi in qualifica. Nello specifico vengono assegnati 5 punti all'autore della pole position, tre punti a chi ottiene il secondo miglior tempo ed un punto a chi ottiene il terzo miglior tempo. A seguire la tabella dei migliori tre tempi.
| Nº | Data         | Gran Premio    | Circuito     | Pole Position | Secondo miglior tempo | Terzo miglior tempo |
| -- | ------------ | -------------- | ------------ | ------------- | --------------------- | ------------------- |
| 1  | 2 maggio     | Regno Unito    | Donington    | Karl Harris   | Jamie Morley          | Marc Fissette       |
| 2  | 16 maggio    | Spagna         | Albacete     | Daniel Oliver | Karl Harris           | Israel Sánchez      |
| 3  | 30 maggio    | Italia         | Monza        | Daniel Oliver | Karl Harris           | Fabrizio Pellizzon  |
| 4  | 13 giugno    | Germania       | Nürburgring  | Karl Harris   | Benny Jerzenbeck      | Daniel Oliver       |
| 5  | 27 giugno    | San Marino     | Misano       | Karl Harris   | Daniel Oliver         | Fabrizio Pellizzon  |
| 6  | 1º agosto    | Unione europea | Brands Hatch | Karl Harris   | Daniel Oliver         | Steve Brogan        |
| 7  | 29 agosto    | Austria        | A1-Ring      | Martin Bauer  | Raimund Jetschko      | Karl Harris         |
| 8  | 5 settembre  | Paesi Bassi    | Assen        | Karl Harris   | Daniel Oliver         | Marc Fissette       |
| 9  | 12 settembre | Germania       | Hockenheim   | Karl Harris   | Daniel Oliver         | Marc Fissette       |